# Шинкарук Ніна Петрівна
Ніна Петрівна Шинкарук (нар. 27 червня 1950, с. Нижня Будаківка Лохвицького району Полтавської області) — українська театральна акторка, провідна майстриня сцени комунального закладу «Запорізький академічний обласний український музично-драматичний театр імені Володимира Магара» Запорізької обласної ради. Заслужена артистка України (1994). Народна артистка України (2018). Лауреат премії імені Марії Заньковецької Національної спілки театральних діячів України (2011).
У 1972 закінчила Харківський інститут мистецтв. З 1972 працює артисткою драми в Запорізькому академічному обласному музично-драматичному театрі.

## Ролі у виставах
- Клементина — «Забути Герострата» Г. Горіна,
- Варка — «Безталанна» І. Карпенка-Карого,
- Настка — «У неділю рано зілля копала» О. Кобилянської,
- Джема — «Ярослав Мудрий» І. Кочерги,
- Танька — «Інтердівчинка» В. Куніна,
- Мати — «Тарас Бульба» М. Гоголя,
- Софія — «Мамай» К. Карпенка та ін.